# Kobusynaptops verrucosus
Kobusynaptops verrucosus là một loài bọ cánh cứng trong họ Attelabidae. Loài này được Legalov & X. Zhang miêu tả khoa học năm 2007.